# پایگاه محافظت ملی هوایی دلوت
پایگاه محافظت ملی هوایی دلوت (به انگلیسی: Duluth Air National Guard Base)  یک فرودگاه    است . این فرودگاه در  کشور ایالات متحده آمریکا قرار دارد .